# Kabinet-Fälldin I
Het kabinet–Fälldin I was de regering van het Koninkrijk Zweden van 8 oktober 1976 tot 18 oktober 1978. Het kabinet werd gevormd door de politieke partijen Centerpartiet (CP), Moderata samlingspartiet (MS) en Folkpartiet (FP) na de parlementsverkiezingen van 1976 met partijleider Thorbjörn Fälldin van de CP als premier.

## Kabinet–Fälldin I (1976–1978)
| Ambtsbekleder                          | Ambtsbekleder      | Ambtsbekleder                        | Functie(s)                                    | Ambtstermijn   | Ambtstermijn    | Partij(en) |
| -------------------------------------- | ------------------ | ------------------------------------ | --------------------------------------------- | -------------- | --------------- | ---------- |
|                                        | Thorbjörn Fälldin  | Thorbjörn Fälldin (1926–2016)        | Premier                                       | 8 oktober 1976 | 18 oktober 1978 | CP         |
|                                        | Per Ahlmark        | Per Ahlmark (1939–2018)              | Vicepremier                                   | 8 oktober 1976 | 8 maart 1978    | FP         |
| Minister van Arbeid                    | Per Ahlmark        | Per Ahlmark (1939–2018)              |                                               | 8 oktober 1976 | 8 maart 1978    | FP         |
|                                        | Ola Ullsten        | Ola Ullsten (1931–2018)              | Vicepremier                                   | 8 maart 1978   | 18 oktober 1978 | FP         |
| Minister voor Immigratie en Asielzaken | Ola Ullsten        | Ola Ullsten (1931–2018)              | 8 oktober 1976                                |                | 18 oktober 1978 | FP         |
|                                        | Karin Söder        | Karin Söder (1928–2015)              | Minister van Buitenlandse Zaken               | 8 oktober 1976 | 18 oktober 1978 | CP         |
|                                        | Gösta Bohman       | Gösta Bohman (1911–1997)             | Minister van de Schatkist                     | 8 oktober 1976 | 18 oktober 1978 | MS         |
|                                        | Ingemar Mundebo    | Ingemar Mundebo (1930–2018)          | Minister van het Budget                       | 8 oktober 1976 | 18 oktober 1978 | FP         |
|                                        |                    | Sven Romanus (1906–2005)             | Minister van Justitie                         | 8 oktober 1976 | 12 oktober 1979 | O          |
|                                        |                    | Staffan Burenstam Linder (1931–2000) | Minister van Economische Zaken                | 8 oktober 1976 | 18 oktober 1978 | MS         |
|                                        | Nils Åsling        | Nils Åsling (1927–2017)              | Minister van Handel                           | 8 oktober 1976 | 18 oktober 1978 | CP         |
|                                        | Eric Krönmark      | Eric Krönmark (1931)                 | Minister van Defensie                         | 8 oktober 1976 | 18 oktober 1978 | MS         |
|                                        | Rune Gustavsson    | Rune Gustavsson (1920–2002)          | Minister van Sociale Zaken en Volksgezondheid | 8 oktober 1976 | 18 oktober 1978 | CP         |
|                                        | Rolf Wirtén        | Rolf Wirtén (1931–2023)              | Minister van Arbeid                           | 8 maart 1978   | 12 oktober 1979 | FP         |
|                                        |                    | Jan-Erik Wikström (1932)             | Minister van Onderwijs                        | 8 oktober 1976 | 12 oktober 1979 | FP         |
|                                        |                    | Bo Turesson (1914–1997)              | Minister van Transport                        | 8 oktober 1976 | 18 oktober 1978 | MS         |
|                                        |                    | Elvy Olsson (1923–2022)              | Minister van Volkshuisvesting                 | 8 oktober 1976 | 18 oktober 1978 | CP         |
|                                        | Johannes Antonsson | Johannes Antonsson (1921–1995)       | Minister van Regionale Zaken                  | 8 oktober 1976 | 18 oktober 1978 | CP         |
|                                        |                    | Anders Dahlgren (1925–1986)          | Minister van Landbouw                         | 8 oktober 1976 | 18 oktober 1978 | CP         |
| Ministers zonder portefeuille          |                    |                                      |                                               |                |                 |            |
| Ambtsbekleder                          | Ambtsbekleder      | Ambtsbekleder                        | Functie(s)                                    | Ambtstermijn   | Ambtstermijn    | Partij(en) |
|                                        |                    | Ingegerd Troedsson (1929–2012)       | Minister voor Medische Zorg                   | 8 oktober 1976 | 18 oktober 1978 | MS         |
|                                        |                    | Britt Mogård (1922–2012)             | Minister voor Voortgezet Onderwijs            | 8 oktober 1976 | 18 oktober 1978 | MS         |
|                                        | Olof Johansson     | Olof Johansson (1937)                | Minister voor Energie                         | 8 oktober 1976 | 18 oktober 1978 | CP         |